# آلف سامرفیلد
آلف سامرفیلد (انگلیسی: Alf Somerfield; ۲۳ مارس ۱۹۱۸ – مارس ۱۹۸۵) بازیکن فوتبال اهل بریتانیا بود.
از باشگاه‌هایی که در آن بازی کرده‌است می‌توان به باشگاه فوتبال کریستال پالاس، باشگاه فوتبال منزفیلد تاون، باشگاه فوتبال ولورهمپتون واندررز، باشگاه فوتبال چلمزفورد سیتی، باشگاه فوتبال کیدرمینستر هاریرس، باشگاه فوتبال ووستر سیتی، و باشگاه فوتبال ورکسام اشاره کرد.